# John Ruddy
John Thomas Gordon Ruddy (St Ives, 24 de outubro de 1986) é um futebolista inglês que atua como goleiro. Atualmente joga no Newcastle.

## Carreira
Ruddy iniciou a carreira no Cambridge United antes de chegar ao Everton em julho de 2005. Jogou apenas uma partida pelos Toffees e foi emprestado seguidamente a diversos clubes do Reino Unido, como: Walsall, Rushden & Diamonds, Chester City, Stockport County, Wrexham, Bristol City, Crewe Alexandra e Motherwell. Em julho de 2010 foi contratado pelo Norwich City.

### Seleção Nacional
Recebeu sua primeira convocação para a Seleção Inglesa no dia 16 de maio de 2012, e no dia 29 de maio esteve na lista dos 23 convocados por Roy Hodgson para a disputa da Eurocopa. No entanto, uma lesão fez com que Ruddy tivesse de ser cortado, sendo substituído por Jack Butland. Posteriormente, no dia 10 de agosto, o goleiro teve nova chance na Inglaterra ao ser convocado para atuar num amistoso contra a Itália. Ele entrou como substituto de Butland no segundo tempo e participou da vitória por 2 a 1.

## Títulos
Wolverhampton
- EFL Championship: 2017–18[4]